# Scrabble
Scrabble je desková slovní hra pro 2 až 4 hráče. Obsahuje herní plán o velikosti 15×15 polí a 100 písmen. Počet jednotlivých písmen a bodové ohodnocení závisí na jejich četnosti v jazyce (např. v české verzi je písmeno A zastoupeno pětkrát a má hodnotu 1 bodu, X jednou za 10 bodů).
Úkolem hráčů je vytvářet vzájemně na sebe navazující slova za co možná nejvyšší počet bodů. Využívají při tom také prémiová pole násobící hodnotu písmene (světle modré dvakrát, tmavě modré třikrát) nebo slova (světle červené dvakrát, tmavě červené třikrát). V české verzi se mohou hrát všechny slovní druhy kromě citoslovcí a vlastních jmen (přídavná jména odvozená od jmen vlastních jsou však povolena). Existují 2 varianty: KLASIK (slova přípustná jen v 1. pádě) a PLUS (včetně ostatních pádů a přechodníků).

## Varianty
- Opisovaný Scrabble – může hrát libovolný počet hráčů. Losuje se sedm písmen, která jsou pro všechny hráče stejná. Každý napíše na papír slovo a jeho umístění, na hrací plán se umisťuje nejhodnotnější slovo. Body hráči získávají za svá slova.
- Scrabble karty – rychlá hra, na stole zůstává pouze aktuální slovo. Místo prémiových polí obsahuje bonusové karty.

## Soutěže
V roce 1997 se mistrem ČR v této hře stal známý písničkář Jaromír Nohavica.
V roce 1999 se mistryní ČR (nikoli juniorskou) stala historicky nejmladší držitelka tohoto titulu, tehdy třináctiletá Jana Rusá (*1986 – †2008). Její sestra Kateřina (obě z Prahy) je trojnásobnou mistryní ČR (2003, 2011, 2020) a její strýc Milan Kuděj (z Litně u Berouna) dvojnásobným mistrem ČR a vicemistrem z r. 2017 (všichni (k 21. 10. 2024). Mistrovství ČR juniorů opakovaně až do dovršení 18 let věku vyhrával Jakub Závada z Nového Jičína, po něm převzal vůdčí pozici mezi juniorskými scrabblisty třináctiletý Vojtěch Vacek (k 19. 11. 2016 čtyřnásobný juniorský mistr), jehož oba rodiče Martin a Jana (všichni tři z Prahy) sami patří ke špičkovým českým scrabblistům. Jana Vacková je dnes významnou průkopnicí dětských scrabblových kroužků; téže aktivitě se v ČR věnuje např. Vladimír Chládek [ibid.].
Dlouhodobou jedničkou na žebříčku České asociace Scrabble byl třiatřicetiletý Martin Kuča z Prahy, který má k 9. 11. 2018 na kontě tři tituly mistra republiky a šest titulů vicemistra republiky (a dvě bronzové medaile z mistrovství republiky), přičemž první titul vicemistra získal již v patnácti letech. V listopadu 2017 ho už poněkolikáté na této pozici vystřídal sedmatřicetiletý Pavel Podbrdský z Prahy, který je šestinásobným mistrem republiky a vicemistrem z roku 2011, což jej činí držitelem nejvyššího počtu mistrovských titulů ve scrabblu v ČR [oba k 31. 10. 2019].
Od r. 2010 pořádá současný ředitel asociace Pavel Vojáček (bronzový medailista z mistrovství republiky 2012 a 2019) mistrovství republiky dvojic, jehož se sám účastní se svým synem Filipem. První ročník (2010) a taktéž ročníky 2016, 2017 a 2019 tohoto mistrovství otec a syn Vojáčkové vyhráli a jsou tímto k 31. 10. 2019 držiteli největšího počtu titulů mistrů republiky ve dvojicích (ibid.)
Českým specifikem je tzv. mistrovství republiky železničářů, které poukazuje na fenomén, že se mezi českými scrabblisty nachází množství hráčů, jejichž zaměstnání má co do činění s vlakovou dopravou. Nejvíce těchto specifických mistrovství uspořádal Zbyněk Burda z Třebechovic pod Orebem (který je sám mistr republiky – tentokrát z regulérního mistrovství – z r. 1998), v současné době v této tradici jako pořadatel pokračuje již zmíněný Vladimír Chládek.
Mistrovství světa ve scrabblu, tedy v jeho anglické verzi, se Česká republika účastnila poprvé v roce 2011, kdy se MS konalo v polské Varšavě. Její reprezentant Tomáš Rodr, který v ČR v anglické verzi k 2. 6. 2019 zůstává neporažen, skončil se třemi výhrami na 105. místě ze 106 před slovenským reprezentantem Ivanem Pastuchou (ibid.).
V roce 2013 se mistrovství světa v angl. verzi této hry uskutečnilo v Praze. ČR coby tehdejší pořadatelská země měla právo až na tři reprezentanty (na rozdíl od r. 2011, kdy měla jednoho zástupce), reprezentovali ji nakonec dva – Tomáš Rodr z Trutnova (již podruhé, viz výše) a Radana Williamsová z Prahy. Rodr skončil se čtyřmi výhrami na 107. místě ze 110, Williamsová poslední.
Stejně jako ve Varšavě se i na mistrovství světa v Praze stal mistrem světa Nigel Richards, Novozélanďan žijící v Malajsii, a připsal si již třetí titul mistra světa ve scrabblu. (ibid.)